# Velvyslanectví České republiky v Bělehradu

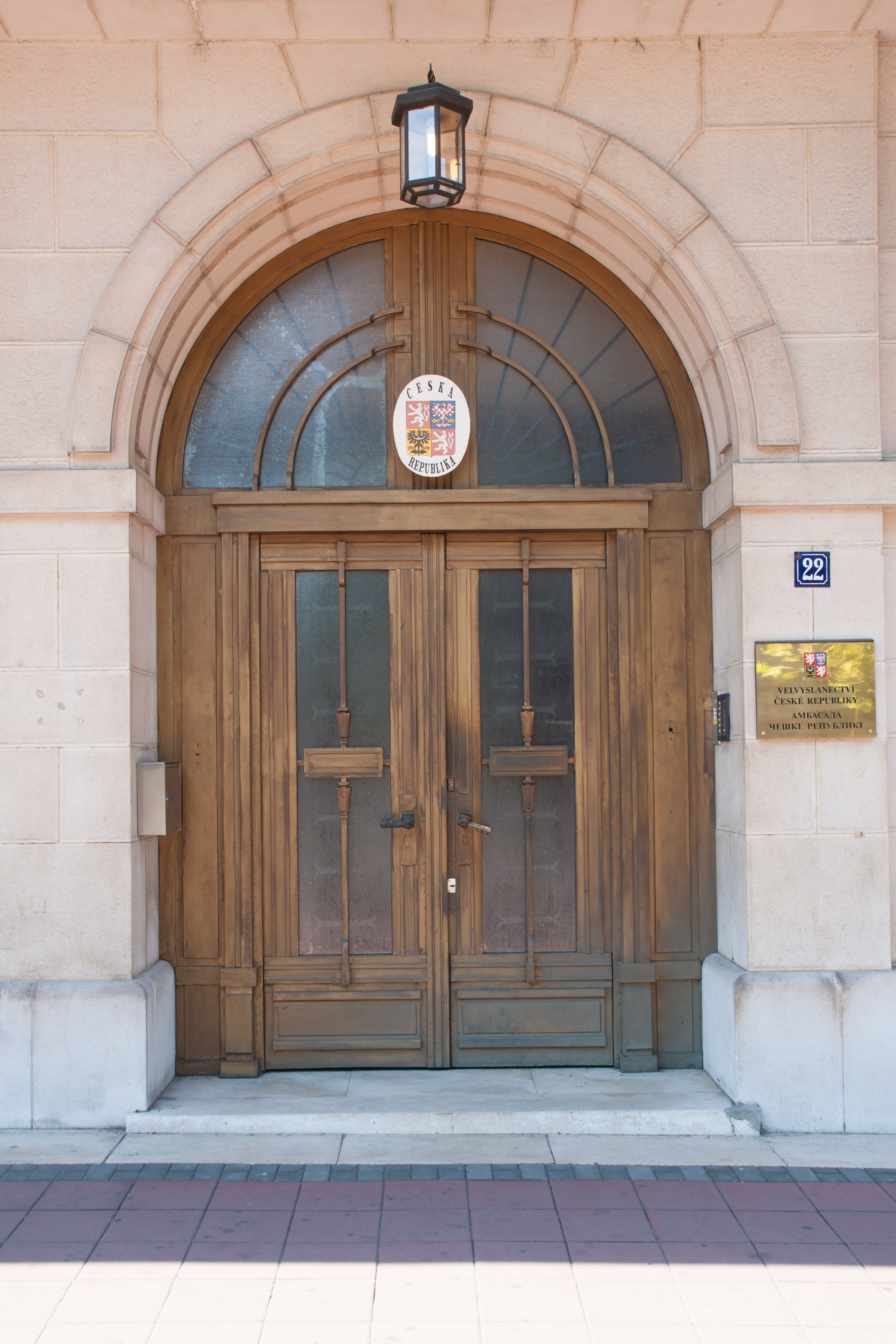
Hlavní vchod

Velvyslanectví České republiky v Bělehradu se nachází na adrese Bulevar kralja Aleksandra 22 v centru srbské metropole Bělehradu. Sídlí v budově, kterou navrhl pro účely československého velvyslanectví v Jugoslávii český architekt Alois Mezera. Konzulární působnost velvyslanectví platí pro území Republiky Srbsko (v Černé Hoře má Česká republika rovněž své velvyslanectví). Českou velvyslankyní v Srbsku byla v roce 2015 Ivana Hlavsová, a v současnosti je velvyslancem Tomáš Kuchta.

## Historie budovy
Monumentální budova v blízkosti vládních budov v centru Bělehradu vznikla po první světové válce na pozemku, který zčásti koupil československý stát, a který zčásti daroval Československu král Alexandr I. Karađorđević. Alois Mezera, architekt který byl ovlivněn Jožem Plečnikem navrhl funkcionalistickou budovu, která patřila ve své době mezi nejmodernější zastupitelské úřady v jugoslávské metropoli. Slavnostně byla otevřena v roce 1927. Mezera navrhl vše, včetně detailů v interiéru i nábytku. Realizaci stavby prováděla společnost jiného Čecha, a to Matěje Blechy, která v srbské metropoli tehdy sídlila. 
Velkolepá budova byla navržena v dobách spojenectví mezi ČSR a Jugoslávií, během existence tzv. Malé Dohody. Českoslovenští zástupci velvyslanectví opustili po roce 1939 a po okupaci Jugoslávie fašistickými vojsky sloužila pro potřeby Wehrmachtu. Dne 18. dubna zde byla mezi zástupci jugoslávského království a německé armády podepsána kapitulace země. Po rozdělení Československa na Českou a Slovenskou republiku připadla budova velvyslanectví českému státu.
V roce 2014 byl do jejího průčelí vrácen velký znak republiky Československé, který se zde nacházel v letech 1927-1939.